# Vevčická stráň
Vevčická stráň je původně teplomilná stepní stráň ale také botanická lokalita nacházející se nad levým břehem řeky Jevišovky poblíž obce Vevčice.
Nachází se zde velmi vzácný a chráněný koniklec velkokvětý, smil písečný, křivatec český pravý a Oman oko Kristovo, převažuje zde ale pýr plazivý. Je zde zaznamenán hojný výskyt plevelových přírodních vegetací, např. polní plevel, který je vzácný. Dále se na stráni vyskytují plevely které z okolních krajin postupně zmizely, jsou to např. dejvorec velkoplodý, černucha rolní, zběhovec trojklaný nebo také vrabečnice roční. Všechny tyto druhy plevele jsou velmi vzácné.
Část stráně vznikla pomocí navážek tekutého odpadu ze zemědělské výroby (poblíž se nachází Zemědělské družstvo Jevišovice). 

## Současnost
Od roku 2021 zde organizace ČSOP Morava začala vypásávat ovce a kozy pomocí stáda.
Jde o slunný svah s jižní až jihozápadní expozicí nad levým břehem nevelkého levostranného přítoku řeky Jevišovky, do které se vlévá před Vevčicemi. Nad nedalekými Vevčickými kopci se v přírodě nachází Curculionoidea (nosatec je malý brouk).